# Les Aventures de Cipollino

Les Aventures de Cipollino (Le avventure di Cipollino) est un roman pour la jeunesse écrit par Gianni Rodari en 1951, dont les personnages sont des fruits et des légumes anthropomorphiques Il a été traduit en 23 langues différentes.

## Historique
Les personnages de Cipollino et de ses amis et ennemis végétaux sont initialement apparus dans les récits L’orto ortolano et Il frutteto musicale publiés dans le magazine Vie Nuove.
Ensuite, une série de bandes dessinées basées sur des personnages végétaux, illustrées par Raoul Verdini et dont les légendes étaient écrites en vers par Rodari, a été publiée dans la revue Il pioniere, le magazine pour la jeunesse du Parti Communiste Italien, éditée par Rodari lui-même. Les récits, rassemblés et élargis, ont été créés en un mois, pendant les vacances que Rodari a passées chez Armando Malagodi, un paysan de Gaggio di Piano (un hameau de Castelfranco Emilia), dans son grenier. La première édition du livre publié par Edizioni di Cultura Sociale, avait le titre deIl romanzo di Cipollino (Le roman de Cipollino). En 1952 Cipollino e le bolle di sapone est aussi publié signé sous le pseudonyme de Giampiccolo. En 1954, certaines récits sont réimprimées en album.
En 1957, le livre est publié sous son titre définitif: Le avventure di Cipollino.
Le roman de Cipollino a connu un grand succès en URSS et dans les pays du bloc communiste d'Europe de l'Est et non européens: il est traduit en russe dès 1953 par Zlàta Potàpova et, la même année, une partie du récit est publiée en Chine dans le journal "Le soir du peuple".

## Résumé
« Cipollino était le fils de Cipollone et avait sept frères :

Cipolletto, Cipollotto, Cipolluccio et ainsi de suite [...].

Des gens bien, il faut le dire tout de suite, mais plutôt malheureux.

Que voulez-vous, quand on naît oignon, les larmes sont au rendez-vous". »

Le roman se déroule dans une ville habitée par des légumes ou des fruits anthropomorphes où des règles insensées oppriment la population qui, menée par Cipollino (Petit Oignon), se rebelle contre les injustices subies par le prince Limone et par l'aristocratie locale. La population rebelle se débarrasse d'eux par la plaisanterie et la moquerie, sans jamais recourir à la violence, mais seulement à la solidarité entre amis.
Cipollino est issue d’une famille d'oignons très pauvre. Lors d'un défilé, son père est accidentellement poussé et tombe sur le pied du PrincipeLimone (Prince Citron) et pour cela il est condamné à la réclusion à perpétuité. Cipollino va lui rendre visite et son père lui demande de devenir un savant : il doit voyager et apprendre à reconnaître les vauriens. Un jour, il rencontre Sor Zucchina (M. Courgette), qui a économisé toute sa vie pour se batir une petite maison sur le terrain de la Contessa del Ciliegio (Contesse de la Cerise). Un jour, le CavalierePomodoro (Cavalier Tomate) passe par là et déclare que la maison est illégale et il veut la confisquer. Cipollino essaie alors de défendre Sor Zucchina (M. Courgette) et dans la bagarre, CavalierePomodoro lui tire les cheveux, mais à cause de l'odeur de l'oignon, il finit par pleurer. Tout le village acclame Cipollino, qui est alors soutenu et il devient l'apprenti de maître Uvetta (Joli Raisin), le cordonnier du village. Le Cavaliere Pomodoro, pour se venger, ordonne aux Limoncini (Petits Citrons) d’emprisonner tous les ‘hommes’ du village. Les amis de Cipollino sont donc emmenés en prison. Pour les sauver, Cipollino demande de l'aide à la Talpa Esploratrice (la Taupe Exploratrice) et al Ragno Zoppo (l’Araignée Boiteuse). À un moment donné, Cipollino se retrouve lui-même en prison, puis il se sauve, il parvient à libérer tout le monde et à prendre possession du château deCavaliere Pomodoro, où y installe le drapeau de la République.

## Adaptations

### Au cinéma
- Cipollino : film d'animation en langue russe réalisé par le studio soviétique Sojuzmultfilm en 1961.

### Au théâtre
- Plusieurs interprétations de l'histoire ont été réalisées sous forme de ballet, tant en Russie qu'en Italie[5]

## Éditions
- Il romanzo di Cipollino, Rome, Edizioni di Cultura Sociale, 1951.
- Le avventure di Cipollino, illustré par Raul Verdini, Rome, Editori Riuniti, 1957, p. 178.
- Le avventure di Cipollino, Iillustré par Francesca Ghermandi, Collana Matite italiane, Rome, Editori Riuniti, 2000, p. 200  (ISBN 978-88-359-4976-3).
- Le avventure di Cipollino, illustré pari Manuela Santini, Collana La biblioteca di Gianni Rodari n.2, San Dorligo della Valle, Einaudi Ragazzi, 2010, p. 217  (ISBN 978-88-792-6802-8).
- Le avventure di Cipollino, illustré par Chiara Baglioni, introduzione di Michela Murgia, San Dorligo della Valle, Einaudi Ragazzi, 2018, p. 245  (ISBN 978-88-665-6482-9).
- Le avventure di Cipollino, Collezione 100 Gianni Rodari, Rome, Editori Riuniti, 2020  (ISBN 978-88-551-4103-1).